# Herb powiatu nowodworskiego (pomorskiego)
Herb powiatu nowodworskiego – jeden z symboli powiatu nowodworskiego, ustanowiony 13 czerwca 2001.

## Wygląd i symbolika
Herb przedstawia na tarczy w polu srebrnym budowniczego wałów przeciwpowodziowych w brązowym stroju i w czarnych butach przepasany stalowym pasem, z ręką prawą pod bok, lewą wspartą na łopacie o stalowym stylisku, stojący na zielonej murawie z trzema zielonymi trzcinami o brązowych kolbach z prawej strony.